# Bonzai Linux
Bonzai Linux (minywoody, tinyboner) este o micro-distribuție de Linux bazată pe Debian.

## Legături externe
- Bonzai Linux la DistroWatch